# 莫尔兰库尔
莫尔兰库尔（法語：Morlincourt，法語發音：[mɔʁlɛ̃kuʁ]）是法国瓦兹省的一个市镇，属于贡比涅区。

## 地理
莫尔兰库尔（49°34'11"N, 3°2'11"E）面积3.42 平方千米，位于法国上法蘭西大區瓦兹省，该省份为法国北部内陆省份，北起索姆省，西接厄尔省和滨海塞纳省，南至塞纳-马恩省和瓦兹河谷省，东临埃纳省。
与莫尔兰库尔接壤的市镇（或旧市镇、城区）包括：努瓦永、蓬图瓦兹莱努瓦永、萨朗西、瓦雷讷。

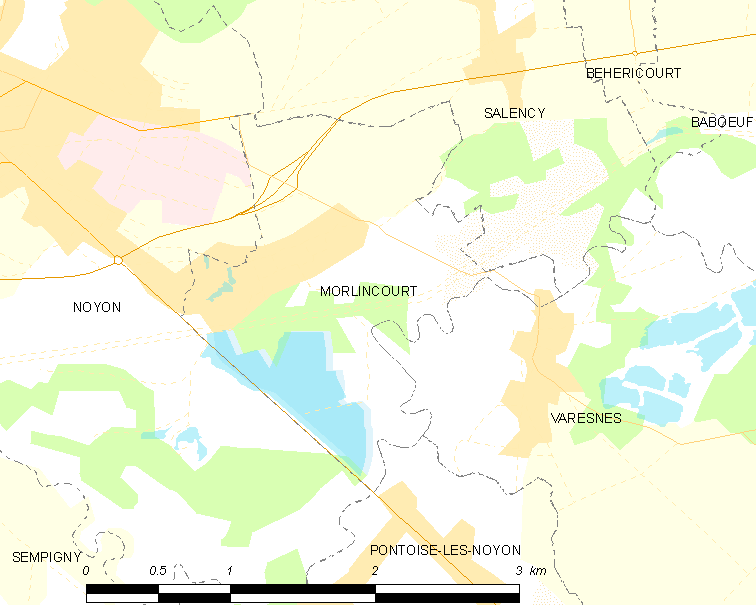
莫尔兰库尔的OSM定位图

莫尔兰库尔的时区为UTC+01:00、UTC+02:00（夏令时）。

## 行政
莫尔兰库尔的邮政编码为60400，INSEE市镇编码为60431。

## 政治
莫尔兰库尔所属的省级选区为努瓦永县。

## 人口

1962-2008年间莫尔兰库尔人口变化图示

莫尔兰库尔于2022年1月1日时的人口数量为513人。